# Ivar Andreas Aasen
Ivar Andreas Aasen (izgovor: Osen; Ørsta, 5. kolovoza 1813. – Christiania, 23. rujna 1896.), norveški književnik i filolog. 

## Životopis
Odrastao je u seljačkoj obitelji i postao pučki učitelj, a uzdigao se svojim radovima o norveškom jeziku koji su privukli sponzorstvo Akademije u Trondheimu. Ti su radovi doveli do stvaranja jedinstvenoga norveškog književnog jezičnog standarda, landsmåla, usprkos 400-godišnjoj dominaciji danskog riksmåla u državi.
Proputovavši cijelu Norvešku, skupljao je jezičnu građu i izdao čuvenu gramatiku (Det norske Folkesprogs Grammatik) i rječnik (Ordbog over det norske Folkesprog) norveških dijalekata. Svojim lingvističkim radom na landsmålu postavio je temelje za današnji nynorsk. Aasen je na osnovi dijalekata htio stvoriti opći norveški književni jezik koji bi, više nego mješavina danskog i norveškog, bio bliži govoru naroda. Međutim, zbog posebnih povijesnih, političkih i kulturnih odnosa između Danske i Norveške, danas su u Norveškoj dva književna jezika: nynorsk, koji je nastao iz landsmåla, i bokmål, koji uvelike nastavlja tradiciju riksmåla.
Aasen je isprva imao i uspjeha i uglednih pristaša, pa je izdao i svoje vlastite pjesme na landsmålu. Pjesme se odlikuju muzikalnošću, jednostavnošću i narodnim humorom, a s istom su namjerom pisane i njegove komedije i putopisi.  
Borbu je odlučio Ibsen, koji se isključivo služio danskim jezikom (slično kao što je, ali obratno, France Prešeren, kao veći i popularniji pjesnik, održao pobjedu slovenskog jezika nad Vrazovom tendencijom da Slovenci preuzmu hrvatsku štokavštinu).

## Bibilografija
- Det Norske Folkesprogs Grammatik (»Gramatika norveškog pučkog jezika«, 1848., kasnije Norsk Grammatik, 1864.);
- Ordborg over det norske Folkesprog (»Rječnik norveškog pučkog jezika«, 1850., kasnije Norsk Ordborg med dansk Forklaring, 1873.–74.);
- Symra (»Anemone«, zbirka pjesama).

- Reise- Erindringer og ReiseIndberetninger (»Putne uspomene i putne izjave«)
- I Marknaden (»Na tržištu«)
- Ervingen (»Nasljedstvo«)